# Vargtjärnen, Medelpad
Vargtjärnen är en sjö i Ånge kommun i Medelpad och ingår i Ljungans huvudavrinningsområde.